# Валоне (Ровиго)
Валоне је насеље у Италији у округу Ровиго, региону Венето.
Према процени из 2011. у насељу је живело 208 становника. Насеље се налази на надморској висини од 5 м.